# Nove oruns

Orun é uma palavra da língua iorubá que define, na mitologia iorubá, o céu ou o mundo espiritual, paralelo ao Aiê, mundo físico. Tudo que existe no Orun coexiste no Aiê através da dupla existência Òrun-Àiyé.
Desta forma, Nove Oruns ou Nove Céus (em iorubá: mèsàn orun) são todos espaços abstratos paralelos ao Aiê, local onde Olodumarê, os Orixás e os espíritos egunguns habitam. O nome de Iansã é uma contração de Iya mèsàn orun, ou seja, "mãe dos nove céus".

## Nove tipos de Orum
- Orum Rerê. Espaço reservado para aqueles que foram bons durante a vida.

- Orum Alafiá (Alàáfià). Espaço de muita paz e tranquilidade, reservado para pessoas de gênio brando, ou índole pacífica, bondosa, pacata.

- Orum Funfum. Reservado para os inocentes, sinceros, que tenha pureza de sentimento, pureza de intenções.

- Orum Babá Eni. Reservado para os grandes sacerdotes e sacerdotisas, Babalorixás, ialorixás, Ogãs, Equedes, etc.

- Orum Afefé. Local de oportunidades e correção para os espíritos, possibilidades de reencarnação, volta ao Aiê.

- Orum Isolu ou Asalu (Àsàlú). Local de julgamento por Olodumarê para decidir qual dos respectivos oruns o espírito será dirigido.

- Orum Apadi. Reservado para os espíritos impossíveis de ser reparado.

- Orum Burucu. Espaço ruim, ibonã "quente como pimenta", reservado para as pessoas más.

- Orum Marê. Espaço para aqueles que permanecem, tem autoridade absoluta sobre tudo o que há no céu e na terra e são incomparáveis e absolutamente perfeitos, os supremos em qualidades e feitos, reservado à Olodumarê, Olorum e todos os orixás e divinizados.